# LIVE IN LIVING for GOOD Night
『LIVE IN LIVING for GOOD Night』は、2011年8月3日に発売された羊毛とおはなの7作目のスタジオ・アルバムである。

## 解説
「夜にしっくりくる」をテーマに、これまでに発売された"LIVE IN LIVING"シリーズの4作品からの洋楽カバー9曲に、新たに録音した3曲を加えた、全曲が洋楽カバーで構成されたアルバムである。
このアルバムのジャケットは、ミュージック・ジャケット大賞2012でアルバム部門の候補50作品のひとつに選出された。

## 収録曲
1. Doop Doo De Doop
  - ブロッサム・ディアリーの曲のカバー
  - 新録
2. Englishman In New York
  - 作詞・作曲：ゴードン・サムナー（スティングの別名）
  - スティングの曲のカバー
  - ミニアルバム『LIVE IN LIVING』及び『LIVE IN LIVING '07』収録曲
3. So Far Away
  - 作詞・作曲：キャロル・キング
  - キャロル・キングの曲のカバー
  - 『LIVE IN LIVING '07』収録曲
4. My Favorite Things
  - 作詞：オスカー・ハマースタイン2世、作曲：リチャード・ロジャース
  - ミュージカル『サウンド・オブ・ミュージック』の劇中歌のカバー
  - 『LIVE IN LIVING '08』収録曲
5. Perfect
  - 作詞・作曲：マーク・E・ネヴィン
  - フェアーグラウンド・アトラクションの曲のカバー
  - 『LIVE IN LIVING '08』収録曲
6. All You Need Is Love
  - 作詞・作曲：ジョン・レノン／ポール・マッカートニー、パーカッション：Junpei Kamiya
  - ビートルズの曲のカバー
  - 『LIVE IN LIVING '09』収録曲
7. Don't Look Back in Anger
  - 作詞・作曲：ノエル・ギャラガー
  - オアシスの曲のカバー
  - 『LIVE IN LIVING '09』収録曲
8. Rainbow Sleeves
  - 作詞・作曲：トム・ウェイツ
  - トム・ウェイツの曲のカバー
  - 『LIVE IN LIVING '09』収録曲
9. Ice Cream Man
  - 作詞・作曲：トム・ウェイツ
  - トム・ウェイツの曲のカバー
  - 『LIVE IN LIVING '10』収録曲
10. Desperado
  - 作詞・作曲：グレン・フライ、ドン・ヘンリー
  - イーグルスの曲のカバー
  - 『LIVE IN LIVING '10』収録曲
11. Freight Train
  - 作詞・作曲：エリザベス・コットン
  - エリザベス・コットンの曲のカバー
  - 新録
12. Over The Rainbow
  - 作詞：エドガー・イップ・ハーバーグ、作曲：ハロルド・アーレン
  - ミュージカル映画『オズの魔法使』の劇中歌のカバー
  - 新録